# Gerhard Pilz (Künstler)

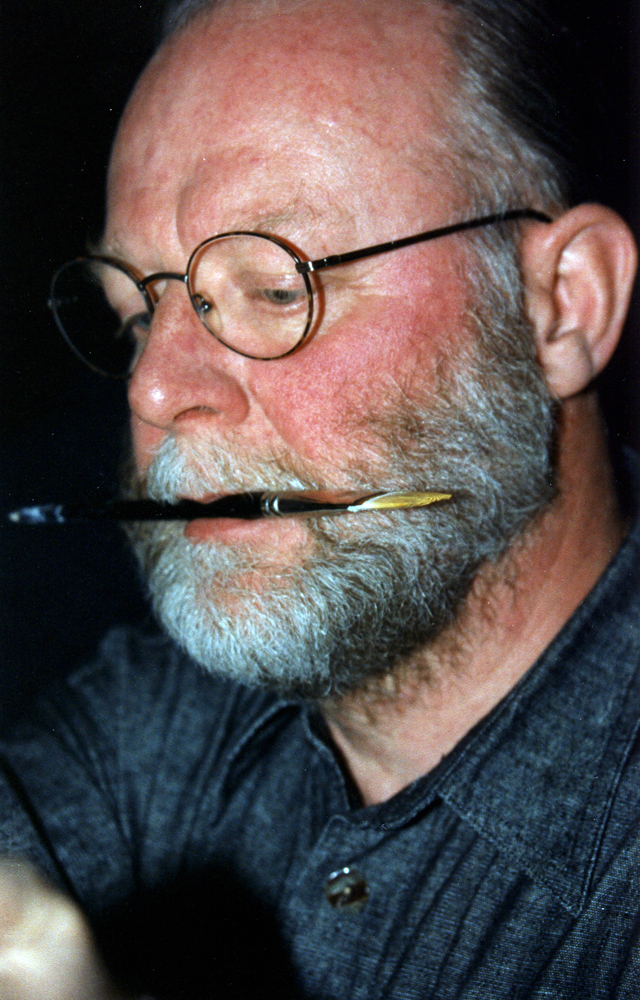
Gerhard Pilz, vor 1999

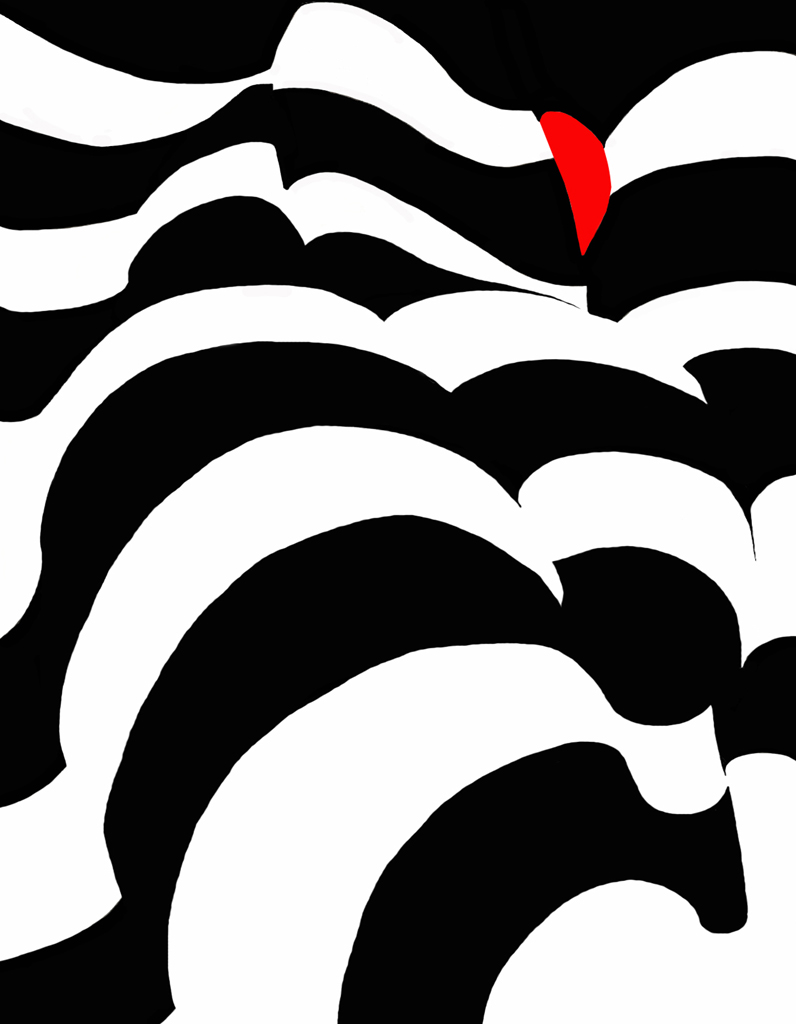
Wellen

Gerhard Pilz (* 1948 in Langegg/Leutschach in der Steiermark) ist ein österreichischer Künstler, der in Graz lebt und arbeitet.

## Leben
Geboren und aufgewachsen ist Gerhard Pilz in der Südsteiermark. Er lebt seit 1955 mit Unterbrechungen in Graz. Von 2015 bis 2018 war er Kulturbeauftragter der Marktgemeinde Stainz. Bevorzugte Themen sind der menschliche Körper und die Landschaft. Malerei, Bildhauerei, Grafik und Fotografie sind die Ausdrucksformen der letzten Jahre. Neben den Arbeiten als bildender Künstler entstanden auch Schriftwerke. Er wird auch als Gerhard Pilz G.F.E. bezeichnet.
Bis 2011 war Gerhard Pilz Beamter der österreichischen Finanzverwaltung. Bereits ab 1993 war er Mitglied des Künstlerbundes Graz und gehörte zu den Gründungsmitgliedern des Kunstvereins ART FORUM Graz. Dessen Präsident war er bis zur Auflösung des Vereins im Jahr 2019.

## Preise
- 1992 Dombrowski-Preis für Bildhauerei[2]
- 1994 Goldene Medaille des Centro d’Arte S.Vidal/Venedig
- 2000 Ehrenpreis der „Fundação Couluste Gulbenkian“-Lissabon im Rahmen eines Fotowettbewerbs

## Ausstellungen
- von 1993 bis 2003 jährliche Teilnahme an den Ausstellungen des Kunstvereins ART FORUM Graz im Künstlerhaus Graz
- 1998 Ausstellung im Österr. Kulturinstitut in Mailand/Italien
- 1999  im Padrão dos Descubrimentos in Lissabon
- 2001 Ausstellung im “Lugar do Desenho” - Júlio Resende in Gondomar/Portugal
- 2003	Ausstellung beim Kunstverein Neustadt/Weinstraße-BRD
- 2015	Galerie im Museum ArcheoNorico in Deutschlandsberg sowie zahlreiche weitere Ausstellungen im In- und Ausland.

Beteiligung an den Biennalen von Vila Nova de Cerveira in Portugal und der Kleinskulpturenbiennale in Hilden/BRD

## Veröffentlichungen
- Rezepte und Geschichten rund um’s Kochen. 2011, ISBN 978-3-71035393-2.
- Megalithkultur im Alentejo: Anten, Menhire. Selbstverlag, Graz 2020, ISBN 979-865053097-8.